# We Are Storror
We Are Storror ist ein US-amerikanischer Dokumentarfilm von Regisseur Michael Bay, der am 8. März 2025 auf dem Filmfestival South by Southwest seine Premiere feierte. Die Dokumentation folgt dem britischen Parkour-Kollektiv Storror und begleitet ihre Ausübung des Sportes in vier europäischen Ländern.

## Handlung
Die sieben Mitglieder des Parkour-Kollektivs Storror begeben sich auf eine Reise, um vier der extremsten Locations in Europa zu erobern. Aufgrund von erschütternden Unfällen und persönlichen Konflikten steht dabei der Fortbestand der Gruppe auf dem Spiel. Außerdem werden sie mit der Frage konfrontiert, wofür es sich lohnt, sein Leben zu riskieren.

## Produktion

Die Storror-Mitglieder im Dezember 2019 auf der Premiere des Actionfilms 6 Underground

Der Dokumentarfilm We Are Storror folgt dem gleichnamigen britischen Parkour-Kollektiv Storror. Die sieben Mitglieder kennen sich seit Kindheitstagen und dokumentieren ihre Abenteuer seit 2010 auf dem gemeinsamen YouTube-Kanal STORROR, der über zehn Millionen Abonnenten und drei Milliarden Aufrufe verzeichnet. Bereits über mehrere Jahre hinweg spielte Storror mit dem Gedanken, eines Tages eine Dokumentation über ihren Werdegang drehen zu wollen. Am Set des Actionfilms 6 Underground lernten sie schließlich den US-amerikanischen Regisseur Michael Bay kennen, der sich von den Elite-Athleten und ihrem monatelangen Training beeindruckt zeigte.
Zu Beginn der COVID-19-Pandemie wandte sich Storror-Mitglied Drew Taylor im Jahr 2020 an Bay und unterbreitete ihm die Idee für eine eigene Dokumentation. Der Filmemacher sprach daraufhin zunächst mit dem Free-Solo-Regisseur Jimmy Chin, wie Dokumentarfilme über Extremsportler umgesetzt werden können und gleichzeitig die größtmögliche Sicherheit für die Athleten gewährleistet wird. Da Teile von Storrors Parkour-Einlagen offiziell illegal und sogar lebensgefährlich sind, war das Ergebnis einer mehrjährigen rechtlichen Abwägung, dass Bay ausschließlich aus dem ihn gelieferten Material eine übergeordnete Erzählung kreieren sollte. Er selbst blieb den Dreharbeiten fern und wusste auch nichts von den konkreten Vorhaben der Gruppe, sondern gab ihnen nur den Rat, möglichst alles zu filmen. Aufgrund seiner Mitgliedschaft in der DGA verurteilte Bay die Aktionen außerdem öffentlich und riet Storror davon ab, sich selbst in Gefahr zu bringen.

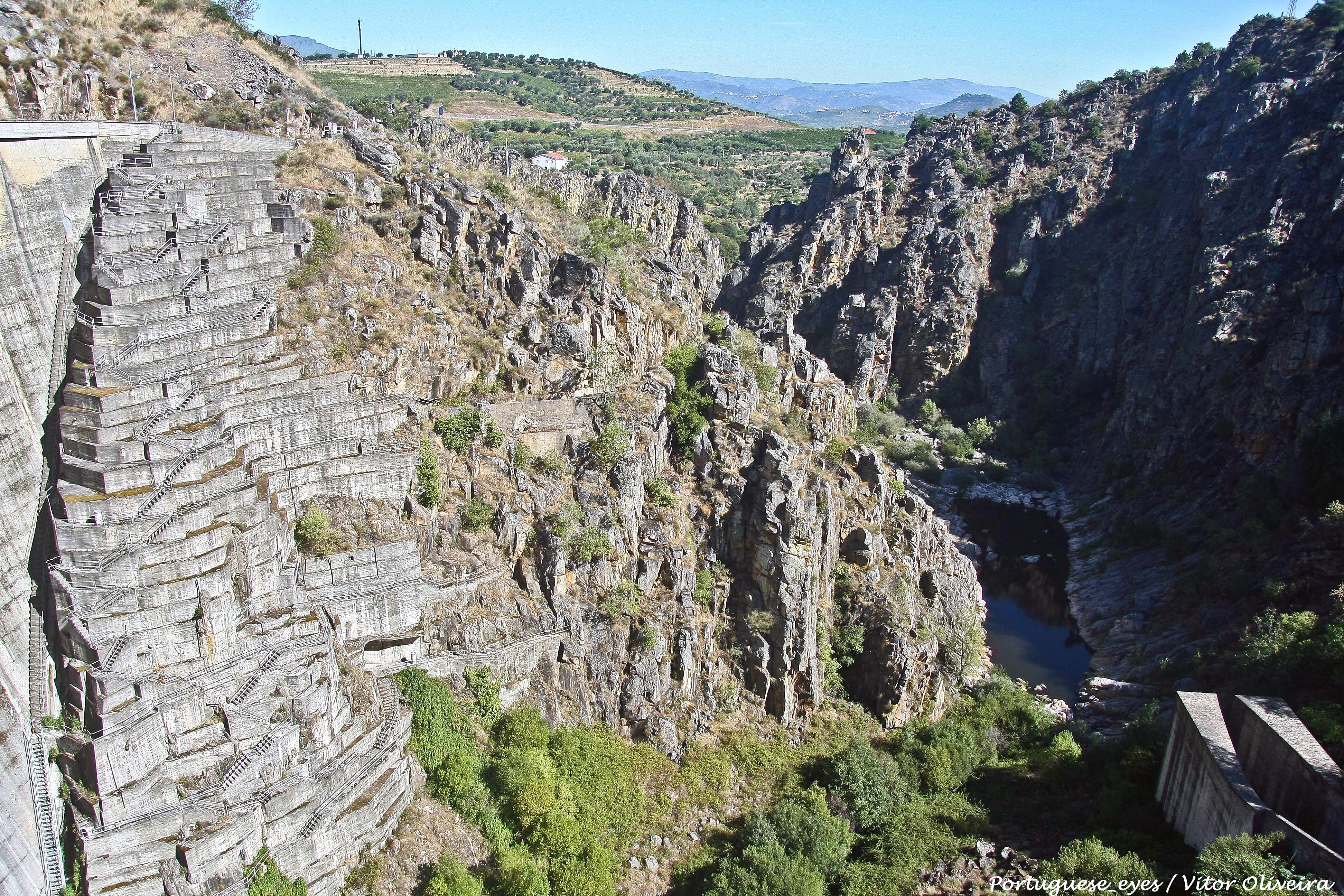
An den „Zickzack“-Treppen der Talsperre Varosa verletzte sich Marcio Filipe.

Für die Aufnahmen besuchte Storror eine Reihe optisch beeindruckender Orte in ganz Europa, darunter ein verlassener Wohnkomplex in Bulgarien, Dächer auf Malta, die Talsperre Varosa in Portugal und eine Sandgrube in England. Vor Ort filmten sich die Mitglieder bei der Parkour-Ausübung selbst und griffen dabei mitunter auf Aufnahmen aus der Egoperspektive durch im Mund getragene GoPros zurück. Regisseur Michael Bay sichtete im Anschluss das über tausend Stunden umfassende Rohmaterial und entschied sich dazu, den Fokus der Dokumentation primär auf den Zusammenhalt in der Gruppe zu legen und der Frage nachzugehen, warum die Athleten mit ihrer eigenen Sterblichkeit spielen. Ausschlaggebend dafür war auch ein Unfall des mit Storror befreundeten Parkour-Läufers Marcio Filipe an den „Zickzack-Treppen“ am Varosa-Staudamm, bei dem sich der Athlet schwer verletzte. Bay nutzte Archivaufnahmen dazu, Storrors Zweifel darüber, dass ihre Körper mit Mitte 30 nicht mehr zu den Leistungen von einst fähig sind, ihrem jugendlichen Leichtsinn entgegenzustellen, bei dem sie die physischen Grenzen austesteten.
Für die Filmmusik zeichnete der langjährige Michael-Bay-Kollaborateur Lorne Balfe verantwortlich. Die Weltpremiere von We Are Storror erfolgte am 8. März 2025 auf dem South-by-Southwest-Festival im texanischen Austin, wo der Film Standing Ovations erhielt.

## Kritiken

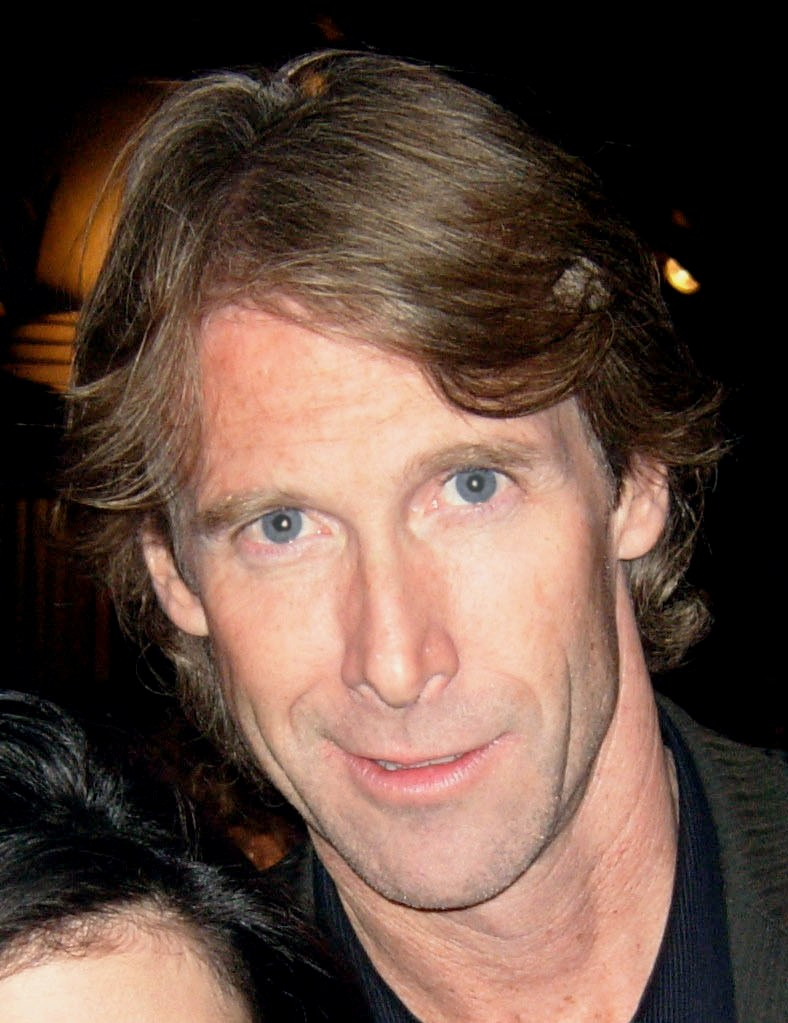
Regisseur Michael Bay

Für Christian Zilko von IndieWire stelle Michael Bays erster Ausflug in die Welt des Dokumentarfilms ein Porträt von sieben Draufgängern dar, die nicht bereit seien, erwachsen zu werden. We Are Storror biete jede Menge todesmutiges Spektakel und reduziere die Handlung konsequenterweise auf die Gefahren von Parkour, bei dessen Ausübung der Athlet niemals scheitern dürfe. Trotz einiger eloquenter Monologe über die Präzision des Sportes handle der Film letztendlich jedoch von der Liebe zum Abhängen mit Freunden und was passiere, wenn Mittelschüler ein gemeinsames Hobby finden. In gewisser Weise fühle sich We Are Storror so wie ein später Coming-of-Age-Film an, der das fesselnde Dokument einer Freundschaft sei, die sieben Leben positiv geprägt habe.
Peter Debruge urteilt in seiner Filmkritik für Variety, dass die Mitglieder von Storror in Michael Bays Hand wie echte Actionhelden wirken würden, obwohl sich die Dokumentation glücklicherweise nicht wie ein einzig langer Werbespot anfühle. Für den Regisseur untypische müsse er die Geschichte diesmal um Personen und ihre Entwicklungen herum strukturieren, wobei We Are Storror hinter die Kulissen der bekannten YouTube-Videos blicke und das Ausmaß der Vorbereitungen verdeutliche. Dabei komme der Dokumentation die für Bay bekannte auffällige Ästhetik mit Zeitlupen und schnellen Schnitten zugute, während auch der illegale Charakter des Hobbys den Reiz für den Zuschauer ausmache.
Auch Frank Scheck vom Hollywood Reporter bezeichnet We Are Storror als „mitreißende Parkour-Dokumentation“, die die für Bay typische rasante Actionsequenzen enthalte, nur ohne nervige Figuren und Handlungsstränge. Der Film gehe zwar nicht auf die Geschichte des Sportes ein, lasse den Zuschauer aber das Adrenalin und die Freude der Protagonisten spüren und ihn Körperteile anspannen, von denen er nicht einmal wusste, dass er sie habe. Die Kameraarbeit sei durchweg atemberaubend und zeige auch drastische Momente wie Unfälle oder schwere Verletzungen, was man sonst nie im Fernsehen zu sehen bekommen würde. Einzig die eingestreuten persönlichen Geschichten der Mitglieder würden mitunter wie Füllmaterial wirken.